# 奧羅蒂納縣
奧羅蒂納縣（西班牙語：Cantón de Orotina），是哥斯達黎加的縣份，位於該國西北部，由阿拉胡埃拉省負責管轄，首府設於奧羅蒂納，始建於1908年8月1日，面積141.92平方公里，海拔高度250米，2011年人口20,341人，人口密度每平方公里143.33人。
9°54′41″N 84°31′25″W / 9.91139°N 84.52361°W